# Palauni Tuiasosopo
Pulefaasisina Palauni Tuiasosopo, né en 1937 et mort le 13 janvier 2020, est un diplomate des Samoa américaines.

## Biographie
Il est le fils de Mariota Tiumalu Tuiasosopo, considéré comme « le fondateur du Parlement moderne des Samoa américaines ». Après son enseignement secondaire à Honolulu, il obtient un diplôme de Bachelor of Science de l'université de l'Oregon, où il étudie la science politique, l'administration publique et les relations internationales, puis un diplôme de Master of Arts en études des îles du Pacifique à l'université d'Hawaï à Manoa,.
À partir de 1962, il est assistant auprès des gouverneurs des Samoa américaines Hyrum Rex Lee puis Peter Tali Coleman. À partir de 1968, il est le représentant de son pays à la Commission du Pacifique Sud, commission internationale par laquelle les puissances coloniales en Océanie (Australie, États-Unis, France, Nouvelle-Zélande, Royaume-Uni) se concertent avec les petits États insulaires en développement indépendants en Océanie sur le développement économique et social de leurs colonies océaniennes respectives. En 1971, il brigue sans succès le poste de secrétaire général de la Commission, celle-ci lui préférant Fred Betham, le candidat des Samoa-Occidentales indépendantes. En 1972 il fonde le Chœur du Conseil des Arts des Samoa américaines, qui se produit à travers toute l'Océanie ainsi que sur la côte ouest des États-Unis.
Il devient finalement secrétaire général de la Commission en décembre 1986. Il est rapidement critiqué, tant pour son manque de collégialité dans la prise de décisions que pour sa dilapidation de l'argent de la Commission, notamment en frais de voyages pour son épouse et lui-même. Lorsqu'il se verse à lui-même une avance d'un an de salaire, il est contraint de la rembourser et de démissionner, ce qu'il fait en décembre 1988. L'intérim au secrétariat général est alors assuré par Jon Jonassen, des Îles Cook, avant l'élection du Gilbertin Atanraoi Baiteke. Dans le même temps, en août 1988 il obtient le titre de matai (chef samoan) « Pulefa'asisina ».
Il est alors employé par le collège communautaire des Samoa américaines, où il développe un programme d'études sur les îles du Pacifique. En 2005, il en démissionne lorsqu'il est nommé représentant de la circonscription d'Alataua au Sénat des Samoa américaines. Il quitte le Sénat en 2008 pour prendre sa retraite de la vie publique, et meurt à Hillsboro dans l'Oregon en 2020, à l'âge de 82 ans.